# Itamogi
Itamogi é um município brasileiro do estado de Minas Gerais, na microrregião de São Sebastião do Paraíso. Sua população recenseada em 2022 era de 10 770 habitantes. A área é de 243,714 km² e a densidade demográfica é de 44,19 habitantes por quilômetro quadrado. A altitude na área central da cidade é de 1.010,45 m.